# Fledermausquartier 'Haus Bethesda'
Fledermausquartier 'Haus Bethesda' este o arie protejată (arie specială de conservare — SAC, sit de importanță comunitară — SCI) din Germania întinsă pe o suprafață de 0,04 ha, integral pe uscat.

## Localizare
Centrul sitului Fledermausquartier 'Haus Bethesda' este situat la coordonatele 52°46′49″N 14°01′23″E / 52.7803°N 14.0231°E.

## Înființare
Situl Fledermausquartier 'Haus Bethesda' a fost declarat sit de importanță comunitară în martie 2004.

## Biodiversitate
Situată în ecoregiunea continentală, aria protejată nu include niciun habitat protejat.
La baza desemnării sitului se află o specie protejată de  mamifere: liliac comun (Myotis myotis).